# Орден За заслуги в культурі (Бразилія)
Орден За заслуги в культурі (порт. Ordem Nacional do Mérito Cultural) — державна нагорода Бразилії, заснована згідно зі статтею 34 Закону № 8.313 від 23 грудня 1991 року і Указом Президента Фернанду Енріке Кардозу № 1.711 від 22 листопада 1995 року. Ним нагороджуються бразильці та іноземці на знак визнання їх внеску в розвиток бразильської культури. Має три ступеня. Нагородження цим орденом проводиться в Національний день культури, 5 листопада кожного року..
| Ступені і стрічки ордена           | Ступені і стрічки ордена         | Ступені і стрічки ордена        |
| ---------------------------------- | -------------------------------- | ------------------------------- |
| I ступеня Великий Хрест (Grã-Cruz) | II ступеня Командор (Comendador) | III ступеня Кавалер (Cavaleiro) |

## Серед нагороджених

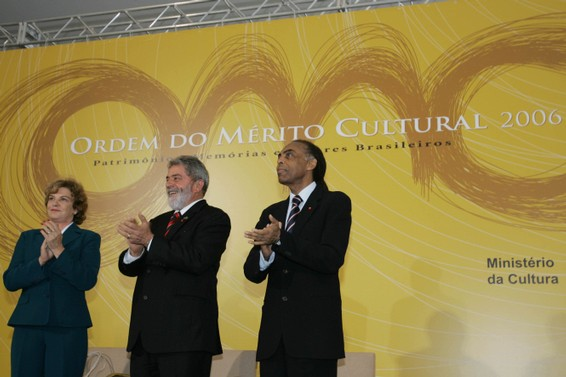
Президент Луїз Інасіу Лула да Сілва з дружиною Марісою і міністр культури Жілберту Жіл під час церемонії нагородження орденом

- Жоржі Амаду
- Анрі Сальвадор
- Гектор Бабенко
- Сезарія Евора
- Жуан Гімараїнш Роза
- Жуан Жілберту
- Вінісіус ді Морайс
- Енріке Іглесіас
- Ебі Камаргу
- Кандіду Портінарі
- Кармен Міранда
- Клариса Ліспектор
- Мануель де Олівейра
- Міа Коуту
- Оскар Німеєр
- Пауло Фрейре
- Пеле
- Альберто Сантос-Дюмон
- Мерседес Соса
- Шику Буаркі
- Мілтон Гонсалвіш